# Karis
Karis (Fins: Karjaa) is een voormalige gemeente in de Finse provincie Zuid-Finland en in de Finse regio Uusimaa. Sinds 2009 behoort Karis tot de gemeente Raseborg. Karis had sinds 1977 de status van stad.
De gemeente had een oppervlakte van 197 km² en telde 9044 inwoners in 2007.
Karis was een tweetalige stad met Zweeds als meerderheidstaal (± 60%) en Fins als minderheidstaal.

## Geboren
- Jarl Malmgren (1908-1942), voetballer

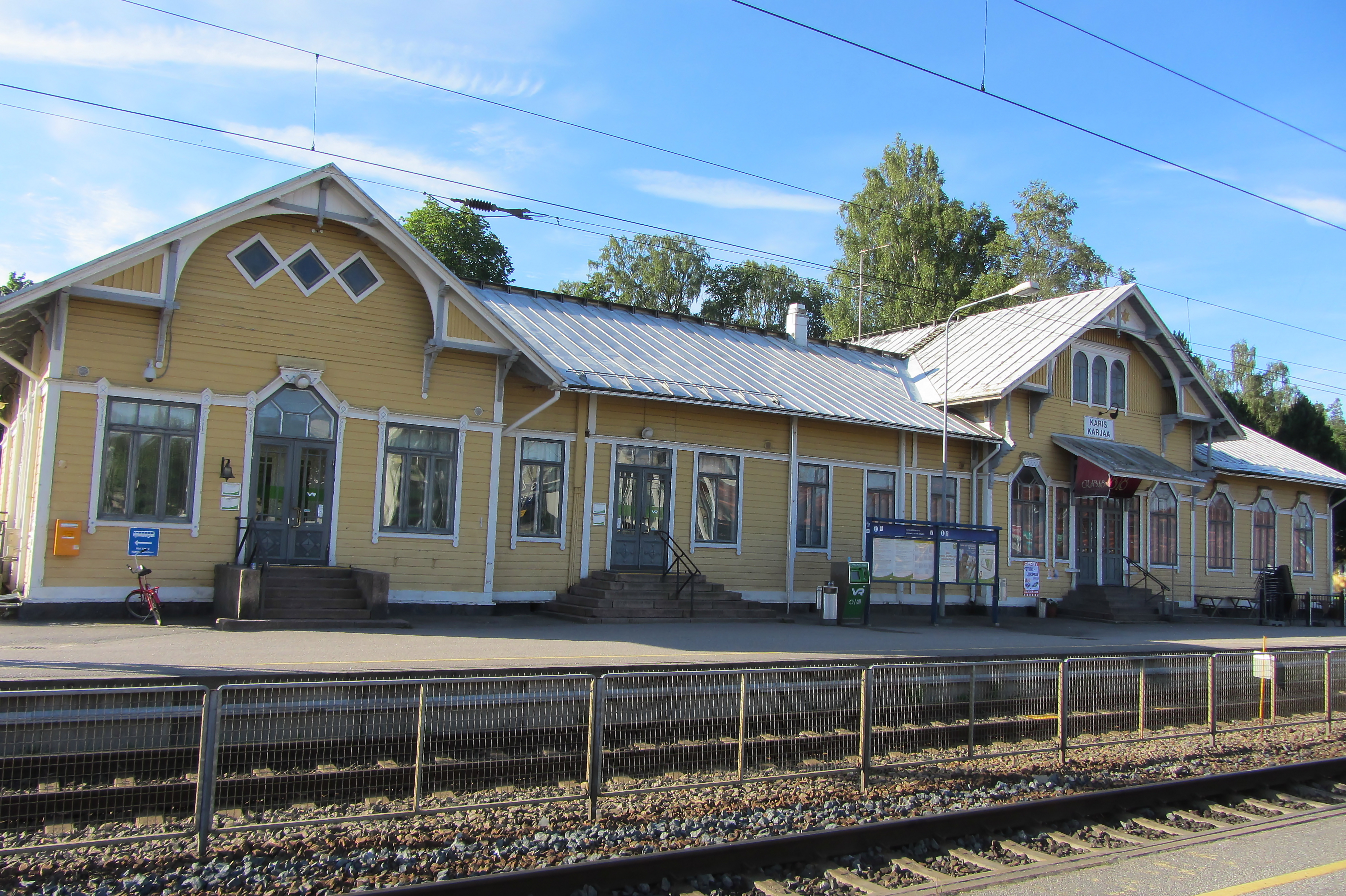
Het station van Karis

Askola · Espoo · Hanko · Helsinki · Hyvinkää · Ingå · Järvenpää · Karkkila · Kauniainen · Kerava · Kirkkonummi · Lapinjärvi · Lohja · Loviisa · Myrskylä · Mäntsälä · Nurmijärvi · Pornainen · Porvoo · Pukkila · Raseborg · Sipoo · Siuntio · Tuusula · Vantaa · Vihti
Voormalige gemeenten:
Bromarv · Degerby · Ekenäs · Ekenäs landskommun · Haaka · Huopalahti · Hyvinkään maalaiskunta · Karis · Karjalohja · Kulosaari · Liljendal · Lohjan kunta · Nummi · Nummi-Pusula · Oulunkylä · Pernå · Ruotsinpyhtää · Sammatti · Snappertuna · Tenala